# Extraliga (Slowakei, Schach) 2016/17
Die Extraliga 2016/17 war die 25. Spielzeit der slowakischen Extraliga im Schach.

## Teilnehmende Mannschaften und Modus
Am Start waren mit ŠK Dunajská Streda, ŠK Slovan Commander Bratislava, ŠO TJ Slávia UPJŠ Košice, REINTER Humenné, ŠKŠ Dubnica, Liptovská šachová škola, ŠK Prakovce, ŠK Strelec Devínska Nová Ves, TJ INBEST Dunajov und dem ŠK Modra die Mannschaften, die in der Extraliga 2015/16 die Plätze 2 bis 11 belegten (der Titelverteidiger ŠO ŠKM Angelus Stará Ľubovňa hatte seine Mannschaft zurückgezogen), außerdem waren der ŠK Osuské und der Šachový klub Sabinov aus der 1. Liga aufgestiegen.
Die zwölf Mannschaften spielten ein einfaches Rundenturnier an acht Brettern, über die Platzierung entschieden zunächst die Anzahl der Mannschaftspunkte (drei Punkte für einen Sieg, ein Punkt für ein Unentschieden, kein Punkt für eine Niederlage), anschließend die Anzahl der Brettpunkte (ein Punkt für eine Gewinnpartie, ein halber Punkt für eine Remispartie, kein Punkt für eine Verlustpartie). Die beiden Letzten stiegen ab und wurden durch die Sieger beider Staffeln der 1. Liga ersetzt.
Zu den gemeldeten Mannschaftskadern der teilnehmenden Vereine siehe Mannschaftskader der Extraliga (Slowakei, Schach) 2016/17.

## Termine
Die Wettkämpfe fanden statt am 22. und 23. Oktober, 17. und 18. Dezember 2016, 14. und 15. Januar, 18. und 19. Februar sowie 24., 25. und 26. März 2017.

## Saisonverlauf
Lange Zeit lieferten sich der ŠK Dunajská Streda, REINTER Humenné und der ŠK Slovan Bratislava ein Kopf-an-Kopf-Rennen um den Titel, durch Siege gegen die direkten Konkurrenten setzte sich Dunajská Streda jedoch entscheidend ab und sicherte sich schon vor der letzten Runde die Meisterschaft. Während der ŠK Strelec Devínska Nová Ves vorzeitig als Absteiger feststand, fiel die Entscheidung über den zweiten Absteiger erst in der letzten Runde gegen den Šachový klub Sabinov.

## Tabelle
| Pl. | Verein                       | Sp | G | U | V | MP | Brett-P.  |
| --- | ---------------------------- | -- | - | - | - | -- | --------- |
| 01. | ŠK Dunajská Streda           | 11 | 9 | 0 | 2 | 27 | 60,5:27,5 |
| 02. | REINTER Humenné              | 11 | 7 | 1 | 3 | 22 | 53,5:34,5 |
| 03. | ŠK Slovan Bratislava         | 11 | 6 | 2 | 3 | 20 | 51,0:37,0 |
| 04. | ŠK Prakovce                  | 11 | 5 | 3 | 3 | 18 | 46,5:41,5 |
| 05. | ŠO TJ Slávia UPJŠ Košice     | 11 | 5 | 3 | 3 | 18 | 43,0:45,0 |
| 06. | ŠK Modra                     | 11 | 5 | 1 | 5 | 16 | 46,0:42,0 |
| 07. | Liptovská šachová škola      | 11 | 4 | 3 | 4 | 15 | 42,0:46,0 |
| 08. | TJ INBEST Dunajov            | 11 | 4 | 3 | 4 | 15 | 40,5:47,5 |
| 09. | ŠKŠ Dubnica                  | 11 | 4 | 1 | 6 | 13 | 43,0:45,0 |
| 10. | ŠK Osuské (N)                | 11 | 3 | 2 | 6 | 11 | 40,0:48,0 |
| 11. | Šachový klub Sabinov (N)     | 11 | 2 | 1 | 8 | 7  | 28,5:59,5 |
| 12. | ŠK Strelec Devínska Nová Ves | 11 | 1 | 2 | 8 | 5  | 33,5:54,5 |

## Entscheidungen
|     | Slowakischer Meister: ŠK Dunajská Streda                                     |
|     | Absteiger in die 1. liga: Šachový klub Sabinov, ŠK Strelec Devínska Nová Ves |
| (N) | Aufsteiger der letzten Saison                                                |

## Kreuztabelle
| Ergebnisse | Ergebnisse                   | 01. | 02. | 03. | 04. | 05. | 06. | 07. | 08. | 09. | 10. | 11. | 12. |
| ---------- | ---------------------------- | --- | --- | --- | --- | --- | --- | --- | --- | --- | --- | --- | --- |
| 01.        | ŠK Dunajská Streda           |     | 4½  | 6½  | 6   | 6   | 3½  | 6½  | 3½  | 6   | 5   | 8   | 5   |
| 02.        | REINTER Humenné              | 3½  |     | 6½  | 3   | 6   | 4½  | 4   | 7   | 3   | 5   | 4½  | 6½  |
| 03.        | ŠK Slovan Bratislava         | 1½  | 1½  |     | 4   | 4   | 6   | 3½  | 7   | 4½  | 5½  | 7½  | 6   |
| 04.        | ŠK Prakovce                  | 2   | 5   | 4   |     | 2½  | 3½  | 5   | 4   | 4   | 5½  | 5½  | 5½  |
| 05.        | ŠO TJ Slávia UPJŠ Košice     | 2   | 2   | 4   | 5½  |     | 4½  | 4   | 4½  | 5   | 4½  | 4   | 3   |
| 06.        | ŠK Modra                     | 4½  | 3½  | 2   | 4½  | 3½  |     | 3   | 4½  | 3   | 4   | 6½  | 7   |
| 07.        | Liptovská šachová škola      | 1½  | 4   | 4½  | 3   | 4   | 5   |     | 4   | 5½  | 3½  | 2½  | 4½  |
| 08.        | TJ INBEST Dunajov            | 4½  | 1   | 1   | 4   | 3½  | 3½  | 4   |     | 4½  | 5½  | 5   | 4   |
| 09.        | ŠKŠ Dubnica                  | 2   | 5   | 3½  | 4   | 3   | 5   | 2½  | 3½  |     | 3½  | 6½  | 4½  |
| 10.        | ŠK Osuské                    | 3   | 3   | 2½  | 2½  | 3½  | 4   | 4½  | 2½  | 4½  |     | 6   | 4   |
| 11.        | Šachový klub Sabinov         | 0   | 3½  | ½   | 2½  | 4   | 1½  | 5½  | 3   | 1½  | 2   |     | 4½  |
| 12.        | ŠK Strelec Devínska Nová Ves | 3   | 1½  | 2   | 2½  | 5   | 1   | 3½  | 4   | 3½  | 4   | 3½  |     |

## Die Meistermannschaft
| 1.            | ŠK Dunajská Streda |
| Schachfiguren | Mychajlo Oleksijenko, Viktor Erdős, Levente Vajda, Támas Petényi, Attila Czebe, Albert Bokros, Zoltán Varga, Miklós Németh, Michal Mészáros, Máté Bagi, Dominik Csiba, Milan Ráchela, Attila István Csonka, David Varga, Jozef Ráchela. |